# Тарана Берк
Тарана Берк (англ. Tarana Burke; нар. 12 вересня 1973) — американська активістка-правозахисниця, феміністка, засновниця руху викриття сексуального насильства «Me Too».

## Біографія
Тарана Берк народилася 12 вересня 1973 року у Бронксі. Ще у підлітковому віці почала працювати над покращенням життя молодих дівчат, які живуть у маргінальних громадах. Відвідувала Алабамський державний університет, згодом перевелася і закінчила Обернський університет. Під час навчання організовувала акції проти соціальної та расової нерівності.
Наприкінці 1990-х, після закінчення університету, переїхала в Сельму, штат Алабама, де працювала з потерпілими від сексуального насильства. У 2003 році Берк заснувала неприбуткову організацію «Just Be», яка допомагала дівчатам 12-18 років.
У 2006 році Берк заснувала рух «Me Too» для підвищення обізнаності про поширеність сексуального насильства та нападів у суспільстві.
У 2008 році переїхала до Філадельфії і працювала у різних некомерційних правозахисних організаціях.
2017 року набув популярності хештег «#MeToo» після справи про сексуальне насильство Гарві Вайнштейна. Акторка Алісса Мілано закликала жінок поширювати в інтернеті, якщо вони зіткнулися з сексуальними домаганнями чи насильством. Журнал «Тайм» назвав Тарану Берк, серед групи інших видатних активісток, що отримали назву «Порушниці тиші», «Людиною 2017 року».
У 2018 році Тарана Берк нагороджена премією Ріденаура за відвагу, яка вручається людям, які демонструють відвагу у захисті суспільних інтересів та пристрасне прагнення до соціальної справедливості.
Наразі Тарана Берк є старшою директором організації «Дівчата за гендерну рівність». Берк організовує семінари, спрямовані на покращення політики в школах, на робочих місцях і в місцях відправлення культу, а також зосереджується на тому, щоб допомогти потерпілим не звинувачувати себе в сексуальному насильстві. Берк відвідує публічні виступи по всій країні. Нещодавно Берк і Мервін Маркано з компанії Field / House Productions уклали угоду зі студією CBS.
2021 року вийшли друком дві книги Берк: «Ти — найкраще, що в тебе є: вразливість, стійкість до сорому та досвід чорношкірих» (у співавторстві з Брене Браун для Random House, квітень 2021 року) та "Непов'язані: Моя історія звільнення та народження руху «Me Too» (Flatiron Books, вересень 2021 р.).

## Активізм

### Дівчата за гендерну рівність
Тарана Берк — старша директорка організації «Дівчата за гендерну рівність» у Брукліні, яка прагне допомогти молодим кольоровим жінкам підвищити свій загальний розвиток за допомогою різноманітних програм та занять.

### Just Be Inc.
У 1997 році Берк познайомилася з дівчиною на ім'я Небеса в Алабамі, яка розповіла їй про сексуальне насильство з боку партнера її матері. Берк розповідала, що не знала, що відповісти, і більше ніколи не бачила Небесу. Вона шкодує, що не сказала «я теж». Берк каже, що прийшла до переконання, що дівчаткам потрібна «інша увага», ніж їхнім одноліткам-чоловікам. Цей та інші інциденти спонукали Берк заснувати Just Be Inc. — організацію, яка сприяє благополуччю молодих представниць меншин у віці 12-18 років. У 2006 році вона створила сторінку на Myspace. Just Be Inc. отримала свій перший грант у 2007 році.

### Рух MeToo
У 2006 році Берк заснувала рух MeToo і почала використовувати фразу "Я теж", щоб підвищити обізнаність про поширеність сексуального насильства в суспільстві.
Фраза "Я теж" перетворилася на ширший рух після того, як у 2017 році після звинувачень Гарві Вайнштайна у сексуальному насильстві з'явився хештег #MeToo. У жовтні 2017 року американська акторка Алісса Мілано закликала жінок говорити "Я теж", якщо вони зазнали сексуальних домагань або сексуального нападу, і хештег став популярним. Мілано швидко визнала, що Берк раніше використовувала цю фразу в Twitter, написавши: "Я щойно дізналася про більш ранній рух #MeToo, і історія його виникнення в рівній мірі розбиває серце і надихає". Берк підтримує хештег #MeToo.
Журнал Time назвав Берк, разом з групою інших видатних активісток, яких називають "порушницями мовчання", Людиною року за версією Time у 2017 році. Вона виступала з промовами в Університеті Брауна в лютому 2018 року та в Єпископальній церкві Голгофи (Піттсбург) про коріння руху. Гарвардський університет також опублікував тематичне дослідження про Берк у 2020 році.
У 2021 році Тарана Берк опублікувала мемуари, що описують зв'язок її активізму з досвідом спілкування з лідерами руху за громадянські права, під назвою: Unbound: Моя історія звільнення та народження руху "Me Too".